# Google Scholar
Google Scholar is een gratis toegankelijke internet-zoekmachine die de volledige tekst of metadata van wetenschappelijke literatuur indexeert in een scala aan publicatie-indelingen en disciplines. De Google Scholar-index, die in november 2004 als bètaversie werd uitgebracht, bevat de meeste door vakgenoten beoordeelde online academische boeken en tijdschriften, conferentiedocumenten, scripties en proefschriften, preprints, samenvattingen, technische rapporten en andere wetenschappelijke literatuur, waaronder rechterlijke adviezen en patenten. Hoewel Google niet de omvang van de Google Scholar-database publiceert, schatten scientometrische onderzoekers dat deze ongeveer 389 miljoen documenten bevat, inclusief artikelen, citaten en patenten, waardoor het in januari 2018 's werelds grootste academische zoekmachine is. Eerder werd de omvang geschat op 160 miljoen documenten vanaf mei 2014. Een eerdere statistische schatting gepubliceerd in PLOS ONE met behulp van een Mark and recapture-methode schatte ongeveer 80-90% dekking van alle in het Engels gepubliceerde artikelen met een schatting van 100 miljoen. Deze schatting bepaalde ook hoeveel documenten vrij beschikbaar waren op het internet.

## Kritiek
Google Scholar is bekritiseerd omdat het geen tijdschriften heeft gecontroleerd en roofzuchtige tijdschriften in zijn index heeft opgenomen.